# Avo Football Club
L'Avo Football Club (in armeno Ավո» Ֆուտբոլային Ակումբ?) è una società calcistica con sede a Martuni nell'ex Stato de facto della Repubblica dell'Artsakh (già Nagorno Karabakh) che militava nel campionato locale (non riconosciuto dalla FIFA).

## Storia
La società è stata fondata nel 2004 e deriva il suo nome dal partigiano armeno Monte Melkonian, nome in codice "Avo", distintosi nella prima guerra del Nagorno Karabakh. Gioca nello stadio della città di Martuni (capacità 800 posti); divisa sociale color giallo e nera.
Nella stagione 2009 il club si è classificato al secondo posto del campionato nazionale, mentre l'anno successivo terminava terzo. Il proprietario è Samvel Harutyunyan.
Nell'ultima stagione (2018) la squadra si è piazza al quinto posto della classifica con 20 punti.

## Palmarès
- Campionato d'Artskah: 1

2011